# Lypha amazonica
Lypha amazonica är en tvåvingeart som beskrevs av Townsend 1934. Lypha amazonica ingår i släktet Lypha och familjen parasitflugor. Inga underarter finns listade i Catalogue of Life.